# Palatinská fontána

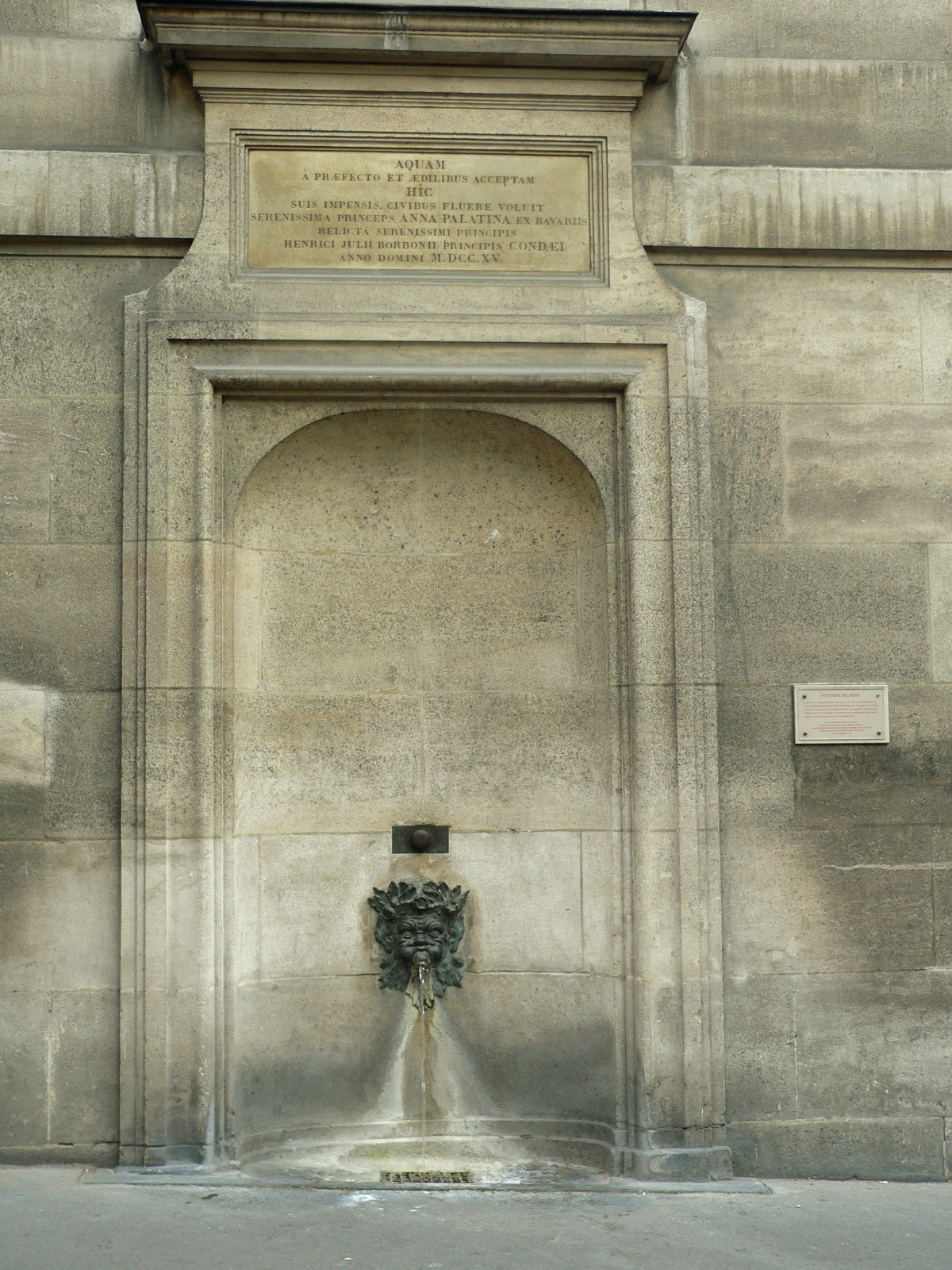
Palatinská fontána

Palatinská fontána (francouzsky fontaine Palatine) je fontána v Paříži.

## Umístění
Kašna se nachází v 6. obvodu v ulici Rue Garancière u domu č. 12.

## Historie
Fontánu nechala postavit na své náklady Anna Bavorská (1648-1723) titulární hraběnka rýnské Falce (lat. Palatinatum, fr. Palatine) v roce 1715. Po jejím titulu nese fontána své jméno.
Autorství stavby bylo přičítáno architektovi Jeanu Beausirovi (1651-1743), ale ten provedl jen technické výkresy. Po demolici princeznina paláce, o který se kašna opírala, byla postavena nová budova v roce 1913 a kašna byla obnovena do své původní podoby. Od 12. ledna 1962 je chráněná jako historická památka.

## Popis
Jednoduchá fontána je umístěna v nice ve tvaru dveří. Nad portálem je pamětní deska s dedikačním nápisem v latině. Voda vytéká z bronzového maskaronu ve tvaru lví hlavy a padá do otvoru v zemi zakrytého mřížkou.